# Helictopleurus infimus
Helictopleurus infimus là một loài bọ cánh cứng trong họ Bọ hung (Scarabaeidae).